# Liste der olympischen Medaillengewinner aus Mexiko
Das Comité Olímpico Mexicano wurde 1923 gegründet und auch im selben Jahr vom Internationalen Olympischen Komitee aufgenommen. Schon bei den Sommerspielen 1900 in Paris nahmen mexikanische Sportler teil. Das Poloteam errang die Bronzemedaille.

## Medaillenbilanz

### Bilanz nach Jahr
Bislang konnten mexikanische Sportler 77 olympische Medaillen bei Sommerspielen erringen (13 × Gold, 27 × Silber und 37 × Bronze). Bei Winterspielen errang noch kein mexikanischer Sportler eine Medaille.

Änderungen in der Anzahl der Medaillen von Mexiko Olympischen Sommerspielen zwischen 1896 und 2012.

| Mexiko bei den Olympischen Sommerspielen                                           | Mexiko bei den Olympischen Sommerspielen | Mexiko bei den Olympischen Sommerspielen | Mexiko bei den Olympischen Sommerspielen | Mexiko bei den Olympischen Sommerspielen | Mexiko bei den Olympischen Sommerspielen |      | Mexiko bei den Olympischen Winterspielen | Mexiko bei den Olympischen Winterspielen | Mexiko bei den Olympischen Winterspielen | Mexiko bei den Olympischen Winterspielen | Mexiko bei den Olympischen Winterspielen | Mexiko bei den Olympischen Winterspielen |
| Jahr                                                                               | Gold                                     | Silber                                   | Bronze                                   | Gesamt                                   | Rang                                     | Jahr | Gold                                     | Silber                                   | Bronze                                   | Gesamt                                   | Rang                                     |                                          |
| 1900                                                                               | 0                                        | 0                                        | 0                                        | 0                                        | –                                        |      |                                          |                                          |                                          |                                          |                                          |                                          |
| 1904                                                                               | –                                        | –                                        | –                                        | –                                        | –                                        |      |                                          |                                          |                                          |                                          |                                          |                                          |
| 1908                                                                               | –                                        | –                                        | –                                        | –                                        | –                                        |      |                                          |                                          |                                          |                                          |                                          |                                          |
| 1912                                                                               | –                                        | –                                        | –                                        | –                                        | –                                        |      |                                          |                                          |                                          |                                          |                                          |                                          |
| 1924                                                                               | 0                                        | 0                                        | 0                                        | 0                                        | –                                        |      | 1924                                     | –                                        | –                                        | –                                        | –                                        | –                                        |
| 1928                                                                               | 0                                        | 0                                        | 0                                        | 0                                        | –                                        |      | 1928                                     | 0                                        | 0                                        | 0                                        | 0                                        |                                          |
| 1932                                                                               | 0                                        | 2                                        | 0                                        | 2                                        | 21                                       |      | 1932                                     | –                                        | –                                        | –                                        | –                                        | –                                        |
| 1936                                                                               | 0                                        | 0                                        | 3                                        | 3                                        | 28                                       |      | 1936                                     | –                                        | –                                        | –                                        | –                                        | –                                        |
| 1948                                                                               | 2                                        | 1                                        | 2                                        | 5                                        | 17                                       |      | 1948                                     | –                                        | –                                        | –                                        | –                                        | –                                        |
| 1952                                                                               | 0                                        | 1                                        | 0                                        | 1                                        | 34                                       |      | 1952                                     | –                                        | –                                        | –                                        | –                                        | –                                        |
| 1956                                                                               | 1                                        | 0                                        | 1                                        | 2                                        | 23                                       |      | 1956                                     | –                                        | –                                        | –                                        | –                                        | –                                        |
| 1960                                                                               | 0                                        | 0                                        | 1                                        | 1                                        | 41                                       |      | 1960                                     | –                                        | –                                        | –                                        | –                                        | –                                        |
| 1964                                                                               | 0                                        | 0                                        | 1                                        | 1                                        | 35                                       |      | 1964                                     | –                                        | –                                        | –                                        | –                                        | –                                        |
| 1968                                                                               | 3                                        | 3                                        | 3                                        | 9                                        | 15                                       |      | 1968                                     | –                                        | –                                        | –                                        | –                                        | –                                        |
| 1972                                                                               | 0                                        | 1                                        | 0                                        | 1                                        | 33                                       |      | 1972                                     | –                                        | –                                        | –                                        | –                                        | –                                        |
| 1976                                                                               | 1                                        | 0                                        | 1                                        | 2                                        | 25                                       |      | 1976                                     | –                                        | –                                        | –                                        | –                                        | –                                        |
| 1980                                                                               | 0                                        | 1                                        | 3                                        | 4                                        | 29                                       |      | 1980                                     | –                                        | –                                        | –                                        | –                                        | –                                        |
| 1984                                                                               | 2                                        | 3                                        | 1                                        | 6                                        | 17                                       |      | 1984                                     | 0                                        | 0                                        | 0                                        | 0                                        |                                          |
| 1988                                                                               | 0                                        | 0                                        | 2                                        | 2                                        | 44                                       |      | 1988                                     | 0                                        | 0                                        | 0                                        | 0                                        |                                          |
| 1992                                                                               | 0                                        | 1                                        | 0                                        | 1                                        | 49                                       |      | 1992                                     | 0                                        | 0                                        | 0                                        | 0                                        |                                          |
| 1996                                                                               | 0                                        | 0                                        | 1                                        | 1                                        | 71                                       |      | 1994                                     | 0                                        | 0                                        | 0                                        | 0                                        |                                          |
| 2000                                                                               | 1                                        | 2                                        | 3                                        | 6                                        | 39                                       |      | 1998                                     | –                                        | –                                        | –                                        | –                                        | –                                        |
| 2004                                                                               | 0                                        | 3                                        | 1                                        | 4                                        | 59                                       |      | 2002                                     | 0                                        | 0                                        | 0                                        | 0                                        |                                          |
| 2008                                                                               | 2                                        | 0                                        | 2                                        | 4                                        | 36                                       |      | 2006                                     | –                                        | –                                        | –                                        | –                                        | –                                        |
| 2012                                                                               | 1                                        | 3                                        | 4                                        | 8                                        | 39                                       |      | 2010                                     | 0                                        | 0                                        | 0                                        | 0                                        |                                          |
| 2016                                                                               | 0                                        | 3                                        | 2                                        | 5                                        | 61                                       |      | 2014                                     | 0                                        | 0                                        | 0                                        | 0                                        |                                          |
| 2020                                                                               | 0                                        | 0                                        | 4                                        | 4                                        | 84                                       |      | 2018                                     | 0                                        | 0                                        | 0                                        | 0                                        |                                          |
| 2024                                                                               | 0                                        | 3                                        | 2                                        | 5                                        | 65                                       |      | 2022                                     | 0                                        | 0                                        | 0                                        | 0                                        |                                          |
| Gesamt                                                                             | 13                                       | 27                                       | 37                                       | 77                                       |                                          |      | Gesamt                                   | 0                                        | 0                                        | 0                                        | 0                                        |                                          |
| \| \| Gold \| Silber \| Bronze \| Gesamt \| \| Ges. S+W \| 13 \| 27 \| 37 \| 77 \| |                                          |                                          |                                          |                                          |                                          |      |                                          |                                          |                                          |                                          |                                          |                                          |
|                                                                                    | Gold                                     | Silber                                   | Bronze                                   | Gesamt                                   |                                          |      |                                          |                                          |                                          |                                          |                                          |                                          |
| Ges. S+W                                                                           | 13                                       | 27                                       | 37                                       | 77                                       |                                          |      |                                          |                                          |                                          |                                          |                                          |                                          |

### Bilanz nach Sportart
Die nachfolgende Tabelle befindet sich auf dem Stand einschl. der Olympischen Sommerspiele von 2024

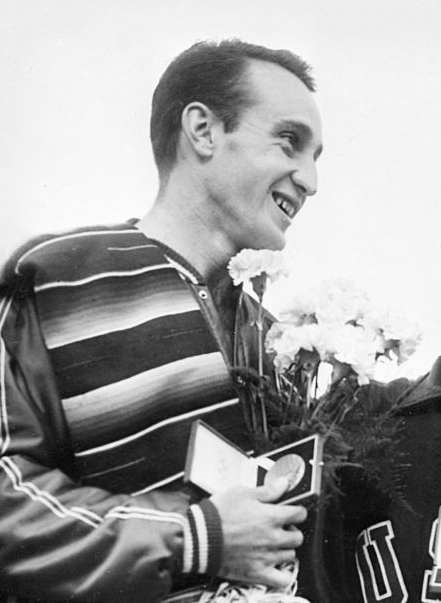
Joaquín Capilla, mit 4 Medaillen Mexikos erfolgreichster Olympionike.

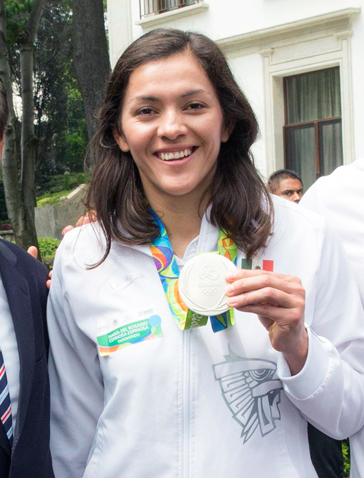
María Espinoza, mit 3 Medaillen Mexikos erfolgreichste Olympiateilnehmerin.

| Sportart                   | Einzel | Einzel | Einzel | Einzel | Team | Team   | Team   | Team  |
| Sportart                   | Gold   | Silber | Bronze | Total  | Gold | Silber | Bronze | Total |
| -------------------------- | ------ | ------ | ------ | ------ | ---- | ------ | ------ | ----- |
| Basketball                 | –      | –      | –      | –      | –    | –      | 1      | 1     |
| Bogenschießen              | –      | 1      | 1      | 2      | –    | –      | 2      | 2     |
| Boxen                      | 2      | 4      | 8      | 14     | –    | –      | –      | –     |
| Fechten                    | –      | 1      | –      | 1      | –    | –      | –      | –     |
| Fußball                    | –      | –      | –      | –      | 1    | –      | 1      | 2     |
| Gewichtheben               | 1      | –      | 3      | 4      | –    | –      | –      | –     |
| Judo                       | –      | 1      | –      | 1      | –    | –      | –      | –     |
| Leichtathletik (Gehen)     | 3      | 5      | 2      | 10     | –    | –      | –      | –     |
| Leichtathletik (400m-Lauf) | –      | 1      | –      | 1      | –    | –      | –      | –     |
| Moderner Fünfkampf         | –      | –      | 1      | 1      | –    | –      | –      | –     |
| Polo                       | –      | –      | –      | –      | –    | –      | 1      | 1     |
| Radsport                   | –      | 1      | 1      | 2      | –    | –      | –      | –     |
| Reiten                     | 2      | 1      | 1      | 4      | –    | –      | 3      | 3     |
| Ringen                     | –      | 1      | –      | 1      | –    | –      | –      | –     |
| Schießen                   | –      | 1      | –      | 1      | –    | –      | –      | –     |
| Schwimmen                  | 1      | –      | 1      | 2      | –    | –      | –      | –     |
| Taekwondo                  | 2      | 2      | 3      | 7      | –    | –      | –      | –     |
| Wasserspringen             | 1      | 5      | 6      | 12     | –    | 3      | 2      | 5     |
| Gesamt                     | 12     | 24     | 27     | 63     | 1    | 3      | 10     | 14    |

### Die erfolgreichsten Sportarten und Sportler
Am erfolgreichsten waren die mexikanischen Sportler in den Disziplinen Boxen (14 Medaillen), Gehen (10 Medaillen) und Wasserspringen (insgesamt 17 Medaillen, davon 12 im Einzel- und 5 im Synchronspringen).
Während sich die 14 Medaillen im Boxsport auf 14 verschiedene Männer verteilen, verteilen sich die 10 Medaillen im Gehen auf 8 Männer und eine Frau. Raúl González errang einen doppelten Erfolg, als er 1984 beim 50 Kilometer Gehen die Goldmedaille und beim 20 Kilometer Gehen die Silbermedaille errang. Weil sein Landsmann Ernesto Canto den letztgenannten Wettbewerb gewann, gingen die ersten beiden Plätze an Mexiko. Als bisher einzige Frau gewann María Guadalupe González 2016 beim 20 Kilometer Gehen der Frauen eine Silbermedaille.
Wegbereiter der erfolgreichen mexikanischen Wassersporttradition war Joaquín Capilla, der 1948 im Turmspringen die Bronzemedaille gewann, sich 1952 in derselben Disziplin auf Silber verbesserte und 1956 seine Leistung im Turmspringen mit der Goldmedaille krönte sowie zusätzlich noch im Kunstspringen Bronze holte. Mit insgesamt 4 Medaillen ist Capilla der erfolgreichste mexikanische Olympionike aller Zeiten und bleibt bis zum heutigen Tage auch der einzige mexikanische Wasserspringer, der die Goldmedaille gewinnen konnte. Zweifache Medaillengewinner im Wasserspringen sind Paola Espinosa, die im Synchronspringen der Frauen vom 10-m-Turm 2008 mit Tatiana Ortiz Bronze und 2012 mit Alejandra Orozco Silber gewann sowie Germán Sánchez, der 2012 im 10-m-Synchronspringen zusammen Iván García und vier Jahre später im Solo-Turmspringen jeweils die Silbermedaille gewann. Der neben Joaquín Capilla einzige mexikanische Wassersportler, der bei einer einzigen Olympiateilnahme zwei Medaillen gewann, war Osmar Olvera, der 2024 im 3-m-Kunstspringen die Bronzemedaille und im Synchronspringen aus gleicher Höhe gemeinsam mit Juan Celaya die Silbermedaille gewann.
Die erfolgreichste mexikanische Olympionikin mit drei Medaillen ist María Espinoza, die im Schwergewicht über 67 Kilogramm beim Taekwondo zunächst Gold (2008), dann Bronze (2012) und zuletzt Silber (2016) gewann. Bei den Olympischen Spielen erst seit 2000 zugelassen, haben die Mexikaner in dieser Disziplin bereits 7 Medaillen gewonnen. Ein besonderes Jahr war dabei 2004, als die Salazar-Geschwister 2 Medaillen einheimsten. Iridia Salazar gewann im Leichtgewicht (bis 57 kg) Bronze und ihr Bruder Óscar Salazar konnte im Fliegengewicht (bis 58 kg) die Silbermedaille erringen.
Wasserspringen und Gehen sind als zwei der erfolgreichsten olympischen Disziplinen sicher auch damit zu erklären, dass diese in Mexiko eine lange Tradition haben. So sind die im Norden Mexikos beheimateten Tarahumara für ihre Langstreckenläufe durch Wüsten, Schluchten und Berge berühmt, weshalb sich die zu dieser Ethnie gehörenden Männer in ihrer eigenen Sprache auch als Rarámuri (‚Jene, die schnell laufen‘, d. h. Läufer) bezeichnen. Internationale Bekanntheit haben auch die Klippenspringer aus den mexikanischen Badeorten Acapulco und Mazatlán.

## Medaillengewinner
| Inhaltsverzeichnis: A B C D E F G H I J K L M N O P Q R S T U V W X Y Z |

### A
- Daniel Aceves – Ringen (0-1-0)
Los Angeles 1984: Silber, Gr.-röm. Fliegengewicht
- Luz Acosta, Gewichtheben (0-0-1)
London 2012: Bronze, Klasse bis 63 kg Damen
- Damaris Aguirre – Gewichtheben (0-0-1)
Peking 2008: Bronze, Leichtschwergewicht
- Eduardo Aguirre – Fußball (0-0-1)
Tokio 2020: Bronze, Herren
- Érick Aguirre – Fußball (0-0-1)
Tokio 2020: Bronze, Herren
- Gabriela Agúndez – Wasserspringen (0-0-1)
Tokio 2020: Bronze, 10 m Synchronspringen Damen
- Prisca Awiti Alcaraz – Judo (0-1-0)
Paris 2024: Silber, Halbmittelgewicht Frauen
- Roberto Alvarado – Fußball (0-0-1)
Tokio 2020: Bronze, Herren
- Luis Álvarez – Bogenschießen (0-0-1)
Tokio 2020: Bronze, Mannschaft Mixed
- Jesús Angulo – Fußball (0-0-1)
Tokio 2020: Bronze, Herren
- Jesús Angulo – Fußball (0-0-1)
Tokio 2020: Bronze, Herren
- Uriel Antuna – Fußball (0-0-1)
Tokio 2020: Bronze, Herren
- Mariana Avitia – Bogenschießen (0-0-1)
London 2012: Bronze, Einzel Damen

### B
- David Bárcena – Reiten (0-0-1)
Moskau 1980: Bronze, Vielseitigkeitsreiten Mannschaft
- Daniel Bautista – Leichtathletik (1-0-0)
Montreal 1976: Gold, 20 km Gehen Männer
- Cristián Bejarano – Boxen (0-0-1)
Sydney 2000: Bronze, Leichtgewicht
- Fernando Beltrán – Fußball (0-0-1)
Tokio 2020: Bronze, Herren
- Carlos Borja – Basketball (0-0-1)
Berlin 1936: Bronze, Herren
- Victor Borja – Basketball (0-0-1)
Berlin 1936: Bronze, Herren
- Juan Botella – Wasserspringen (0-0-1)
Rom 1960: Bronze, Kunstspringen 3 m

### C
- Francisco Cabañas – Boxen (0-1-0)
Los Angeles 1932: Silber, Fliegengewicht
- Raúl Campero – Reiten (0-0-1)
London 1948: Bronze, Vielseitigkeitsreiten Mannschaft
- Ernesto Canto – Leichtathletik (1-0-0)
Los Angeles 1984: Gold, 20 km Gehen Männer
- Joaquín Capilla – Wasserspringen (1-1-2)
London 1948: Bronze, Turmspringen 10 m
Helsinki 1952: Silber, Turmspringen 10 m
Melbourne 1956: Gold, Turmspringen 10 m
Melbourne 1956: Bronze, Kunstspringen 3 m
- Juan Celaya – Wasserspringen (0-1-0)
Paris 2024: Silber, Synchronspringen 3-Meter-Brett Männer
- Rodolfo Choperena – Basketball (0-0-1)
Berlin 1936: Bronze, Herren
- Sebastián Córdova – Fußball (0-0-1)
Tokio 2020: Bronze, Herren

### D
- Ricardo Delgado – Boxen (1-0-0)
Mexiko-Stadt 1968: Gold, Fliegengewicht

### E
- Eustaquio Escandón – Polo (0-0-1)
Paris 1900: Bronze, Mannschaft
- Manuel Escandón – Polo (0-0-1)
Paris 1900: Bronze, Mannschaft
- Pablo Escandón – Polo (0-0-1)
Paris 1900: Bronze, Mannschaft
- María Espinoza – Taekwondo (1-1-1)
Peking 2008: Gold, über 67 kg Damen
London 2012: Bronze, über 67 kg Damen
Rio de Janeiro 2016: Silber, über 67 kg Damen
- Paola Espinosa – Wasserspringen (0-1-1)
Peking 2008: Bronze, Synchronspringen 10 m
London 2012: Silber, Synchronspringen 10 m
- José Joaquín Esquivel – Fußball (0-0-1)
Tokio 2020: Bronze, Herren
- Víctor Estrada – Taekwondo (0-0-1)
Sydney 2000: Bronze, bis 80 kg Herren

### F
- Juan Fabila (0-0-1) – Boxen
Tokio 1964: Bronze, Bantamgewicht
- Raúl Fernández – Basketball (0-0-1)
Berlin 1936: Bronze, Herren
- Aremi Fuentes – Gewichtheben (0-0-1)
Tokio 2020: Bronze, Halbschwergewicht Damen

### G
- Iván García – Wasserspringen (0-1-0)
London 2012: Silber, Synchronspringen 10 m Herren
- Álvaro Gaxiola – Wasserspringen (0-1-0)
Mexiko-Stadt 1968: Silber, Turmspringen 10 m
- Carlos Girón – Wasserspringen (0-1-0)
Moskau 1980: Silber, Kunstspringen 3 m
- Andrés Gómez – Basketball (0-0-1)
Berlin 1936: Bronze, Herren
- Jesús Gómez Portugal – Reiten (0-0-1)
Moskau 1980: Bronze, Springreiten Mannschaft
- Juan García – Polo (0-0-1)
Berlin 1936: Bronze, Mannschaft
- Maria Guadalupe Gonzalez – Leichtathletik (0-1-0)
Rio de Janeiro 2016: Silber, 20 km Gehen, Frauen
- Mariano González – Boxen (0-0-1)
Seoul 1988: Bronze, Fliegengewicht
- Raúl González – Leichtathletik (1-1-0)
Los Angeles 1984: Gold, 50 km Gehen Männer
Los Angeles 1984: Silber, 20 km Gehen Männer
- Belem Guerrero – Radsport (0-1-0)
Athen 2004: Silber, Punktefahren Damen
- Ana Guevara – Leichtathletik (0-1-0)
Athen 2004: Silber, 400 m Damen

### H
- Noé Hernández – Leichtathletik (0-1-0)
Sydney 2000: Silber, 20 km Gehen Männer
- Silvio Hernández – Basketball (0-0-1)
Berlin 1936: Bronze, Herren
- Gustavo Huet – Schießen (0-1-0)
Los Angeles 1932: Bronze, KK-Liegendkampf

### J
- Soraya Jimenez – Gewichtheben (1-0-0)
Sydney 2000: Gold, bis 58 kg Damen
- Sebastián Jurado – Fußball (0-0-1)
Tokio 2020: Bronze, Herren

### L
- Diego Lainez – Fußball (0-0-1)
Tokio 2020: Bronze, Herren
- Héctor López – Boxen (0-1-0)
Los Angeles 1984: Silber, Bantamgewicht
- Vladimir Loroña – Fußball (0-0-1)
Tokio 2020: Bronze, Herren

### M
- Luis Malagón – Fußball (0-0-1)
Tokio 2020: Bronze, Herren
- Humberto Mariles Cortés – Reiten (2-0-1)
London 1948: Gold, Jagdspringen (auf „Arete“)
London 1948: Gold, Springreiten Mannschaft
London 1948: Bronze, Vielseitigkeitsreiten Mannschaft
- Henry Martín – Fußball (0-0-1)
Tokio 2020: Bronze, Herren
- Francisco Martínez – Basketball (0-0-1)
Berlin 1936: Bronze, Herren
- Jesús Mena Campos – Wasserspringen (0-0-1)
Seoul 1988: Bronze, Turmspringen Herren
- Manuel Mendívil – Reiten (0-0-1)
Moskau 1980: Bronze, Vielseitigkeitsreiten Mannschaft
- Carlos Mercenario – Leichtathletik (0-1-0)
Barcelona 1992: Silber, 50 km Gehen Männer
- César Montes – Fußball (0-0-1)
Tokio 2020: Bronze, Herren
- Adrián Mora – Fußball (0-0-1)
Tokio 2020: Bronze, Herren
- Julio Müller – Polo (0-0-1)
Berlin 1936: Bronze, Mannschaft
- Felipe Muñoz – Schwimmen (1-0-0)
Mexiko-Stadt 1968: Gold, 200 m Brust

### N
- Antonio Nava – Polo (0-0-1)
Berlin 1936: Bronze, Mannschaft

### O
- Guillermo Ochoa – Fußball (0-0-1)
Tokio 2020: Bronze, Herren
- Jesús Olmos – Basketball (0-0-1)
Berlin 1936: Bronze, Herren
- Osmar Olvera – Wasserspringen (0-1-1)
Paris 2024: Bronze, Kunstspringen Männer
Paris 2024: Silber, Synchronspringen 3-Meter-Brett Männer
- Alejandra Orozco – Wasserspringen (0-1-1)
London 2012: Silber, Synchronspringen 10 m
Tokio 2020: Bronze, 10 m Synchronspringen Damen
- Fidel Ortíz – Boxen (0-0-1)
Berlin 1936: Bronze, Bantamgewicht
- Tatiana Ortiz – Wasserspringen (0-0-1)
Peking 2008: Bronze, Synchronspringen 10 m

### P
- José Pamplona – Basketball (0-0-1)
Berlin 1936: Bronze, Herren
- José Pedraza – Gehen (0-1-0)
Mexiko-Stadt 1968: Silber, 20-km-Gehen
- Juan Paredez – Boxen (0-0-1)
Montreal 1976: Bronze, Federgewicht
- José Luis Pérez Soto – Reiten (0-0-1)
Moskau 1980: Bronze, Vielseitigkeitsreiten Mannschaft
- Guillermo Pérez – Taekwondo (1-0-0)
Peking 2008: Gold, bis 58 kg Herren
- Joaquín Pérez
auf „Alymony“ – Reiten (0-0-2)
Moskau 1980: Bronze, Springreiten, Einzel
Moskau 1980: Bronze, Springreiten Mannschaft
- Fernando Platas – Wasserspringen (0-1-0)
Sydney 2000: Silber, Kunstspringen Herren

### R
- María Teresa Ramírez – Schwimmen (0-0-1)
Mexiko-Stadt 1968: Bronze, 800 m Freistil Damen
- Alberto Ramos – Polo (0-0-1)
Berlin 1936: Bronze, Mannschaft
- Joaquín Rocha – Boxen (0-0-1)
Mexiko-Stadt 1968: Bronze, Schwergewicht
- Carlos Rodríguez – Fußball (0-0-1)
Tokio 2020: Bronze, Herren
- Misael Rodriguez – Boxen (0-0-1)
Rio de Janeiro 2016: Bronze, Mittelgewicht, Männer
- Antonio Roldán – Boxen (1-0-0)
Mexiko-Stadt 1968: Gold, Federgewicht
- Pilar Roldán – Fechten (0-1-0)
Mexiko-Stadt 1968: Silber, Damen Florett
- Aída Román – Bogenschießen (0-1-0)
London 2012: Silber, Einzel Damen
- Luis Romo – Fußball (0-0-1)
Tokio 2020: Bronze, Herren
- Ángela Ruiz – Bogenschießen (0-0-1)
Paris 2024: Bronze, Mannschaft, Frauen

### S
- Iridia Salazar – Taekwondo (0-0-1)
Athen 2004: Bronze, bis 57 kg Damen
- Óscar Salazar – Taekwondo (0-1-0)
Athen 2004: Silber, bis 58 kg Herren
- Germán Sánchez – Wasserspringen (0-2-0)
London 2012: Silber, Synchronspringen 10 m Herren
Rio de Janeiro 2016: Bronze, Turmspringen Herren
- Joel Sánchez – Leichtathletik (0-0-1)
Sydney 2000: Bronze, 50 km Gehen Männer
- Jorge Sánchez – Fußball (0-0-1)
Tokio 2020: Bronze, Herren
- Laura Sánchez – Wasserspringen (0-0-1)
London 2012: Bronze, Kunstspringen 3 m Damen
- Bernardo Segura – Leichtathletik (0-0-1)
Atlanta 1996: Bronze, 20 km Gehen Männer
- Greer Skousen – Basketball (0-0-1)
Berlin 1936: Bronze, Herren
- Joaquín Solano – Reiten (0-0-1)
London 1948: Bronze, Vielseitigkeitsreiten Mannschaft

### T
- Gerardo Tazzer Valencia – Reiten (0-0-1)
Moskau 1980: Bronze, Springreiten Mannschaft

### U
- Rubén Uriza – Reiten (1-1-0)
London 1948: Silber, Jagdspringen (auf Harvey)
London 1948: Gold, Springreiten Mannschaft
- Ismael Hernandez Uscanga – Moderner Fünfkampf (0-0-1)
Rio de Janeiro 2016: Bronze, Männer

### V
- Alberto Valdés Lacarra – Reiten (0-0-1)
Moskau 1980: Bronze, Springreiten Mannschaft
- Alberto Valdés Ramos – Reiten (1-0-0)
London 1948: Gold, Springreiten Mannschaft
- Alejandra Valencia – Bogenschießen (0-0-2)
Tokio 2020: Bronze, Mannschaft Mixed
Paris 2024: Bronze, Mannschaft Frauen
- Ana Paula Vázquez – Bogenschießen (0-0-1)
Paris 2024: Bronze, Mannschaft, Frauen
- Johan Vásquez – Fußball (0-0-1)
Tokio 2020: Bronze, Herren
- Fabián Vázquez – Reiten (0-0-1)
Moskau 1980: Bronze, Vielseitigkeitsreiten Mannschaft
- Alexis Vega – Fußball (0-0-1)
Tokio 2020: Bronze, Herren
- Luis de la Vega – Basketball (0-0-1)
Berlin 1936: Bronze, Herren
- Marco Verde – Boxen (0-1-0)
Paris 2024: Silber, Halbmittelgewicht, Männer

### W
- William Wright – Polo (0-0-1)
Paris 1900: Bronze, Mannschaft

### Y
- José Manuel Youshimatz – Radsport (0-0-1)
Los Angeles 1984: Bronze, Punktefahren Männer

### Z
- Alfonso Zamora – Boxen (0-1-0)
München 1972: Silber, Bantamgewicht
- Agustín Zaragoza – Boxen (0-0-1)
Mexiko-Stadt 1968: Bronze, Mittelgewicht